# Angel Angelov
Angel Angelov (in bulgaro Ангел Ангелов?; 10 luglio 1948) è un ex pugile bulgaro.

## Palmarès

### Olimpiadi
- 1 medaglia:
  - 1 argento (Monaco di Baviera 1972 nei pesi welter-leggeri)